# Куртене, Генри, маркиз Эксетер
Генри Куртене (англ. Henry Courtenay; примерно 1496 — 8 декабря 1538, Тауэр-Хилл, Лондон, Королевство Англия) — английский аристократ, 2-й граф Девон с 1511 года, 1-й и единственный маркиз Эксетер с 1525 года, кавалер ордена Подвязки. Сын Уильяма Куртене, 1-го графа Девона, и Екатерины Йоркской. Как внук короля Эдуарда IV был предполагаемым наследником престола при своём двоюродном брате Генрихе VIII. Стал фигурантом дела о «заговоре Эксетера» и был казнён как изменник.

## Биография

### Граф Девон
Генри Куртене родился примерно в 1496 году в семье Уильяма Куртене, и Екатерины Йоркской. Тогда был ещё жив его дед по отцу — Эдуард Куртене, граф Девон, представитель младшей ветви знатного рода, оказавший важные услуги Генриху Тюдору до его восшествия на престол и получивший после Босворта графский титул. По матери Генри был внуком Эдуарда IV и племянником королевы Елизаветы Йоркской, жены Генриха VII.
Положение юного аристократа пошатнулось, когда его отец был уличён в заговоре в пользу йоркистского претендента на престол Эдмунда ла Поля (1503 год). Уильям Куртене был отправлен в заключение и лишён как всех наследственных прав, так и возможности передать их сыну. Только после почти одновременной смерти в 1509 году деда (графа Девона) и дяди (короля) всё изменилось: новый монарх Генрих VIII простил Куртене и вернул ему права на титулы и земли. Сэр Уильям умер в 1511 году, и его единственный сын оказался в возрасте примерно 15 лет графом Девоном и владельцем обширных земель в Девоншире и Корнуолле.
При дворе своего двоюродного брата Генриха VIII Куртене занимал особое положение: как второй после короля (и последний на тот момент) потомок Эдуарда IV мужского пола он был фактически наследником престола. При этом граф пользовался неограниченным доверием своего кузена и входил в узкий круг его друзей, наряду с Чарльзом Брэндоном. В 1513 году он был спутником короля в войне Камбрейской лиги против Франции, в 1520 — в переговорах на Поле золотой парчи; с этого же года он заседал в королевском совете. После казни Эдуарда Стаффорда, 3-го герцога Бекингема (1521), Куртене получил часть его владений и занял его место в ордене Подвязки, а затем получил в управление на два года Эксетер, Корнуолл и Сомерсет.

### Маркиз Эксетер
В 1525 году Куртене получил титул маркиза Эксетера, повысив таким образом свой ранг в Палате лордов. Король отправил новоявленного маркиза с важной дипломатической миссией во Францию: Куртене наладил контакты с Луизой Савойской, правившей Францией в качестве регента за своего сына Франциска I, находившегося тогда в испанском плену, и дал гарантии того, что Англия посодействует в деле освобождения короля.
Куртене смог наладить хорошие отношения со стремительно возвышающимся родом Болейнов. Когда король решил развестись с Екатериной Арагонской, чтобы жениться на Анне Болейн, маркиз Эксетер возглавил переговоры с папским престолом по этому вопросу. Его подпись стоит под официальной просьбой к папе об аннулировании брака. Куртене сыграл ключевую роль в отставке Томаса Уолси и в последующем суде над ним, в разводе короля и в роспуске монастырей (с 1535 года). Когда Генриху VIII стал неугоден и второй его брак, Куртене принял деятельное участие в следствии и суде по делу о государственной измене королевы Анны.
В 1536 году на севере Англии началось движение против закрытия монастырей — «Благодатное паломничество». Король отправил на борьбу с ним Куртене и Брэндона. Маркиз Эксетер не смог добиться успеха и оставил командование. Тем не менее он участвовал в суде над одним из руководителей «паломников» — Томасом Дарси, 1-м бароном Дарси, приговорённым к смерти.

### Падение и гибель
В эти годы Куртене был в зените своего могущества. В Западной Англии он был вторым человеком после короля, в масштабах всего королевства — одним из нескольких самых влиятельных вельмож. Но в это же время началось соперничество между ним и первым министром Томасом Кромвелем за влияние на короля, усилившееся за счёт личной антипатии. В этом соперничестве Куртене оказался на более слабых позициях из-за ряда факторов.
Жена маркиза, Гертруда Блаунт, несмотря на проводимую монархом Реформацию, оставалась ревностной католичкой. Она переписывалась с экс-королевой Екатериной Арагонской и поддерживала «Кентскую деву» Элизабет Бартон — монахиню, публично обвинявшую короля в прелюбодеянии и предрекавшую ему скорую смерть. Это бросало тень и на сэра Генри. Кроме того, в Корнуолле были зафиксированы призывы к восстанию, целью которого должно было стать признание за маркизом Эксетером статуса наследника короля — в ущерб его детям и племянникам. Кромвель не упустил этот случай, чтобы скомпрометировать Куртене в глазах Генриха VIII.
Судьба маркиза была окончательно решена, когда выяснилось, что он переписывается с Реджинальдом Поулом — ещё одним потомком Йорков, претендовавшим на английский престол под лозунгом защиты католицизма. Брат Реджинальда Джеффри в конце 1538 года тайно приехал в Лондон, чтобы сообщить местным католикам о подготовке Святым Престолом нового восстания. Кромвелю удалось убедить короля в том, что Куртене — участник заговора.
В начале ноября 1538 года маркиз, его жена и сын были арестованы и помещены в Тауэр. Возможно, Куртене предвидел это: во всяком случае, 25 сентября этого года он составил завещание. Судившие его лорды сочли факт переписки с Реджинальдом Поулом достаточным для признания факта государственной измены. Куртене был приговорён к смерти и 9 декабря обезглавлен мечом на Тауэрском холме. Его владения и титулы были конфискованы.

## Семья
Генри Куртене был женат дважды. Его первой женой стала после июня 1515 года Элизабет Грей, 5-я баронесса Лайл в своём праве (suo jure), дочь Джона Грея, 2-го виконта Лайла, и Мюриэль Говард. Она должна была выйти за Чарльза Брэндона, но отказалась это сделать и вышла за Куртене. Виконтесса Лайл умерла в возрасте всего 15 лет (1519 год), не оставив потомства.
Второй женой Куртене стала Гертруда Блаунт, дочь Уильяма Блаунта, 4-го барона Маунтджоя, и Элизабет де Сэй. В этом браке родились двое сыновей:
- Генри (умер ребёнком)[5];
- Эдуард (приблизительно 1527—1556), проведший почти всю свою жизнь в Тауэре[2][3][5][6].